# Konkurs (album)
Konkurs è il terzo album studio del gruppo depressive black metal Svedese, Lifelover.
Una versione limitata dell'album è stata pubblicata con all'interno un poster, una toppa e una ristampa della prima demo limitata a 100 copie.

## Tracce
1. Shallow – 6:27
2. Mental Central Dialog – 3:59
3. Brand – 4:17
4. Cancertid – 4:57
5. Konvulsion – 3:13
6. Twitch – 3:21
7. Narcotic Devotion – 4:19
8. Alltid - Aldrig – 4:30
9. Stängt p.g.a Semester – 5:54
10. Original – 3:21
11. Bitter Reflektion – 5:14
12. Mitt Annexia – 3:23
13. Spiken I Kistan – 5:20
14. En Tyst Minut – 1:00

## Formazione
- ( ) - voce, chitarra, testi
- B - voce pulita, chitarra, pianoforte, testi
- 1853 - testi
- H. - chitarra
- Fix - basso